# Município de Wayne (condado de Montgomery, Ohio)
O município de Wayne (em inglês: Wayne Township) é um município localizado no condado de Montgomery no estado estadounidense de Ohio. No ano de 2010 tinha uma população de 0 habitantes e uma densidade populacional de 0 pessoas por km².

## Geografia
O município de Wayne encontra-se localizado nas coordenadas 39° 50′ 15″ N, 84° 03′ 22″ O. Segundo a Departamento do Censo dos Estados Unidos, o município tem uma superfície total de 0.06 km², da qual 0,06 km² correspondem a terra firme e (0 %) 0 km² é água.

## Demografia
Segundo o censo de 2010, tinha 0 pessoas residindo no município de Wayne. A densidade populacional era de 0 hab./km². Dos 0 habitantes, o município de Wayne estava composto pelo 0 % brancos. Do total da população o 0 % eram hispanos ou latinos de qualquer raça.